# 中国人民解放军陆军合成第一四九旅
合成第一四九旅（英語：149th Combined Arms Brigade），又称“铁拳旅”，是中国人民解放军陆军第七十六集团军下辖的一个中型合成旅，驻地宁夏回族自治区吴忠市。

## 历史概述
该旅前身为新四军第四师水东独立团，后被整编为十八军第五十三师第一五七团。1957年第五十三师被撤销，第一五七团得到保留，归昌都警备区指挥。
1962年，第一五七团编入藏字419部队，参与中印战争，战后整编为第五十二师第一五六团、第一四九师第四四七团，后改为装甲团。
2017年2月，前摩步第一四九师分出第四四七团（装甲团）成立本旅。

## 沿革[2]
参考资料：
| 部隊番號                   | 使用時期            |
| 前身                       | 前身                |
| -------------------------- | ------------------- |
| 豫皖苏军区独立旅           | 1947年-1949年2月    |
| 中国人民解放军第一五七团   | 1949年2月-1960年1月 |
| 步兵第一五七团             | 1960年1月-1965年5月 |
| 步兵第一五六团             | 1965年5月-1969年8月 |
| 步兵第四四七团             | 1969年8月-1985年4月 |
| 摩托化步兵第一四九师装甲团 | 1985年4月-2017年2月 |
| 独立成旅                   |                     |
| 合成第一四九旅             | 2017年2月至今       |